# Projeto FICON

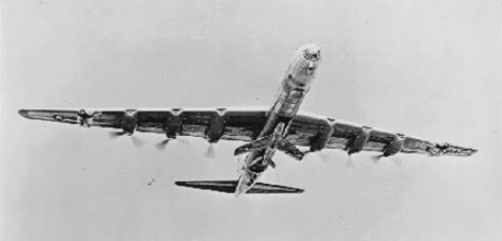
GRB-36 transportando um YRF-84F modificado para o projeto FICON.

O projeto FICON (do Inglês:Fighter Conveyor - Transportador de caças) foi um programa conduzido pela Força Aérea dos Estados Unidos, na década de 1950, para testar a viabilidade de um bombardeiro Convair B-36 servir como nave-mãe, transportando no seu compartimento de bombas, um caça parasita Republic RF-84K Thunderflash. No decorrer do projeto foi também idealizado o transporte de caças conectados pelas pontas das asas a um bombardeiro, o que levou ao início do projeto Tom-Tom.